# Platysenta ruthae
Platysenta ruthae là một loài bướm đêm trong họ Noctuidae.